# His Last Burglary
His Last Burglary (traducibile in italiano come "Il suo ultimo furto") è un cortometraggio del 1910 diretto da David Wark Griffith.

## Trama
Due giovani sposi in miseria, incapaci di sfamare il proprio bambino, decidono di abbandonarlo in una casa di ricchi per assicurargli un futuro migliore. Proprio in quella dimora signorile si introduce un ladro deciso a compiere "il suo ultimo furto" perché, avendo perso da poco un figlio, è convinto che si sia trattato di una punizione divina per la sua vita criminale. L'incredibile scoperta del neonato con un biglietto che spiega il perché dell'abbandono gli pare dunque la risposta alla sua giusta decisione di tornare sulla retta via e perciò lo prende e lo porta a casa propria per allevarlo come un figlio. Nel frattempo i due giovani sposi ricevono una lettera con un assegno come compenso per la vendita di un'invenzione del marito. I due si precipitano a recuperare il figlio ma, quando scoprono che il bimbo è scomparso, la donna cade in uno stato di profonda depressione e disperazione. L'ex ladro, che ora lavora come cocchiere del dottore chiamato per curare la giovane donna, apprende tutta la storia e, resosi conto di esserne la causa, restituisce immediatamente il bambino ai suoi veri genitori.

## Produzione
Il film fu prodotto dalla Biograph Company e girato a Coytesville (Fort Lee), nel New Jersey, la capitale del cinema dell'epoca di fronte a Manhattan, al di là dell'Hudson.

## Distribuzione
Distribuito dalla Biograph Company, il film - un cortometraggio in una bobina - uscì nelle sale cinematografiche statunitensi il 21 febbraio 1910.